# Upały w Pakistanie (2015)
Upały w Pakistanie – upały, które nawiedziły Pakistan w czerwcu 2015 roku, w wyniku czego śmierć poniosło ponad 2000 osób. Przeważającą większość ofiar stanowiły osoby starsze.
Fala upałów wystąpiła w drugiej połowie czerwca 2015 roku. Wysokie temperatury odnotowano w południowej części Pakistanu, gdzie temperatura wyniosła 49 stopni Celsjusza, w Larkanie i Sibi do 45 stopni Celsjusza oraz w południowym Pendżabie 40 stopni Celsjusza.
W Karaczi, gdzie zanotowano 45 stopni Celsjusza, w wyniku wysokich temperatur zmarły 1233 osoby, a ponad 65 tysięcy hospitalizowano. W części prowincji Sindh zmarło ponad 30 osób.